# Stichopogon ocrealis
Stichopogon ocrealis är en tvåvingeart som först beskrevs av Camillo Rondani 1863.  Stichopogon ocrealis ingår i släktet Stichopogon och familjen rovflugor. Inga underarter finns listade i Catalogue of Life.